# Données ouvertes au Royaume-Uni
Au Royaume-Uni, un projet d'ouverture des données est officiellement lancé en janvier 2010, par Gordon Brown et sous l'impulsion de Tim Berners-Lee. Le projet oblige le gouvernement à publier, entre autres, toute dépense supérieure à 25 000 livres sterling en utilisant les technologies du Web sémantique que Tim Berners-Lee met en œuvre depuis dix ans.
En Grande-Bretagne, le croisement des données ouvertes a permis une diminution de 30 % de la facture de consommation d'énergie dans les bâtiments publics en seulement deux mois.
Mais certaines applications de réalité augmentée dérangent : par exemple, BeenVerified.com indique les adresses des délinquants sexuels répertoriés et Whoslobbying croise les agendas des ministres aux rendez-vous qu'ils ont avec les milieux d'affaires.